# Liste der Stolpersteine in Hattingen
Auch in Hattingen erinnert das Kunst-Projekt Stolpersteine von Gunter Demnig an das Schicksal von Menschen, die durch die Nationalsozialisten verfolgt,  deportiert, vertrieben, ermordet oder in den Suizid getrieben wurden. Inzwischen hat Demnig insgesamt 25 Stolpersteine im Stadtgebiet verlegt. Die Verlegungen fanden an drei Terminen (am 13. Dezember 2005, am 6. Juni 2014 und am 2. Dezember 2022) statt.
Anlässlich der beiden ersten Verlegungen wurden die Biografien der Opfer in den Veröffentlichungen des Stadtarchivs ausführlich dargestellt. Für die jüngste Verlegung ist eine ähnliche Veröffentlichung geplant.
Das Stadtarchiv erinnert durch jährliche Stolperstein-Putzaktionen gemeinsam mit den Hattinger Schulen an die Opfer des nationalsozialistischen Terrors. Im November 2022 nahmen erstmals auch alle weiterführenden Hattinger Schulen teil.

## Hintergrund
Auf Initiative aus der Hattinger Bevölkerung genehmigte der Haupt- und Finanzausschuss der Stadt Hattingen am 14. April 2005 die Verlegung der ersten Stolpersteine.  Gunter Demnig erinnert seit 1992 an die Opfer der NS-Zeit, indem er vor ihrem letzten selbstgewählten Wohnort kubische Betonsteine mit einer Kantenlänge von zehn Zentimetern verlegt, auf deren Oberseiten sich individuell beschriftete Messingplatten befinden. Die Stolpersteine werden niveaugleich in das Pflaster des Gehweges eingelassen. Demnigs Ziel ist es, die Namen der Opfer zurück an die Orte ihres Lebens zu bringen, und die Passanten „mit dem Kopf und mit dem Herzen“ stolpern zu lassen.

## Verlegeaktionen im Stadtgebiet
- 13. Dezember 2005: Elf Stolpersteine an acht Orten.

- 6. Juni 2014: Acht Stolpersteine an drei Orten.

- 2. Dezember 2022: Sechs Stolpersteine an fünf Orten. Da Gunter Demnig dafür die Messingtafeln schlicht vergessen hatte, konnte er lediglich symbolisch Basaltsteine als Platzhalter einsetzen.[7] und [8] Die Zeremonien, bei denen das Schicksal des jeweiligen Opfers noch einmal geschildert wurde, auch wenn die Stolpersteine fehlten, waren sehr würdevoll und erfüllten die u. a. aus Amsterdam, Wien, Berlin und Düsseldorf angereisten Anwesenden mit der Genugtuung, dass die Opfer nicht vergessen sind. Die sechs Stolpersteine zur Erinnerung an Amalie und Karl Cahn, Wilhelm Freisewinkel, Nikolaus Groß, Hubert Lubberich und Friederike Stang wurden schließlich am 26. Januar 2023 durch den städtischen Bauhof verlegt.

## Die Hattinger Stolpersteine
Hinweis: Die folgende Tabelle kann mit den Pfeilsymbolen in den Überschriften der Spalten 2 bis 4 sortiert werden.
| Bild                                      | Text der Inschrift | Lage des Stolpersteins                      | Verlegedatum  |
| ----------------------------------------- | --- | ------------------------------------------- | ------------- |
| Stolperstein für Erich Bruchsteiner       | HIER WOHNTE ERICH BRUCHSTEINER JG. 1920 INTERNIERT 1944 ERMORDET 26.1.1945 KZ-HATTINGEN                                                      | Am Rosenberg 58 ·                           | 13. Dez. 2005 |
| Stolperstein für Moritz Bruchsteiner      | HIER WOHNTE MORITZ BRUCHSTEINER JG. 1882 FLUCHT IN DEN TOD APRIL 1942                                                                        | Am Rosenberg 58 ·                           | 13. Dez. 2005 |
| Stolperstein für Otto Pawelzik            | HIER WOHNTE OTTO PAWELZIK JG. 1901 HINGERICHTET 29.11.1941 BRANDENBURG KRIEGSDIENSTVERWEIGERER                                               | Am Schewenkamp 48 ·                         | 13. Dez. 2005 |
| Stolperstein für Rabbiner Dr. Hans Andorn | HIER WOHNTE RABBINER DR. HANS ANDORN JG. 1903 FLUCHT 1938 HOLLAND DEPORTIERT 1944 BERGEN-BELSEN TOT 26.2.1945                                | August-Bebel-Straße / Bahnhofstraße ·       | 13. Dez. 2005 |
| Stolperstein für Meier Andorn             | HIER WOHNTE MEIER ANDORN JG. 1872 DEPORTIERT 1942 THERESIENSTADT TOT 21.10.1943                                                              | August-Bebel-Straße / Bahnhofstraße ·       | 13. Dez. 2005 |
| Stolperstein für Dr. Leo Markes           | HIER WOHNTE DR. LEO MARKES JG. 1887 DEPORTIERT 1942 THERESIENSTADT ERMORDET 1944 AUSCHWITZ                                                   | Bahnhofstraße 6, neben der Fußgängerampel · | 6. Juni 2014  |
| Stolperstein für Inge Markus              | HIER WOHNTE INGE MARKUS JG. 1931 DEPORTIERT 1942 ZAMOSC SCHICKSAL UNBEKANNT                                                                  | Bahnhofstraße 6, neben der Fußgängerampel · | 6. Juni 2014  |
| Stolperstein für Alfred Markus            | HIER WOHNTE ALFRED MARKUS JG. 1894 'SCHUTZHAFT’ 1938 SACHSENHAUSEN DEPORTIERT 1942 ZAMOSC SCHICKSAL UNBEKANNT                                | Bahnhofstraße 6, neben der Fußgängerampel · | 6. Juni 2014  |
| Stolperstein für Günther Markus           | HIER WOHNTE GüNTHER MARKUS JG. 1921 'SCHUTZHAFT’ 1938 SACHSENHAUSEN DEPORTIERT 1942 ZAMOSC SCHICKSAL UNBEKANNT                               | Bahnhofstraße 6, neben der Fußgängerampel · | 6. Juni 2014  |
| Stolperstein für Hilde Markes             | HIER WOHNTE HILDE MARKES JG. 1900 DEPORTIERT 1942 THERESIENSTADT ERMORDET 1944 AUSCHWITZ                                                     | Bahnhofstraße 6, neben der Fußgängerampel · | 6. Juni 2014  |
| Stolperstein für Klara Markus             | HIER WOHNTE KLARA MARKUS JG. 1896 DEPORTIERT 1942 ZAMOSC SCHICKSAL UNBEKANNT                                                                 | Bahnhofstraße 6, neben der Fußgängerampel · | 6. Juni 2014  |
| Stolperstein für Oskar Nagengast          | HIER WOHNTE OSKAR NAGENGAST JG. 1910 VERHAFTET 1942 GEFäNGNIS 'SCHUTZHAFT’ 1943 BUCHENWALD / DORA TOT 5.1.1944                               | Bruchstraße 41 ·                            | 6. Juni 2014  |
| Stolperstein für Wilhelm Freisewinkel     | HIER WOHNTE WILHELM FREISEWINKEL JG. 1910 SEIT 1934 IN HEILANSTALTEN 'VERLEGT' 30.7.1941 HADAMAR ERMORDET 30.07.1941 'AKTION T 4'            | Fritz-Ebert-Ring 37 in Welper ·             | 2. Dez. 2022  |
| Stolperstein für Rickchen Stang           | HIER WOHNTE RICKCHEN STANG GEB. MAAS JG. 1877 OPFER DES POGROMS 1938 GESCHÄFT VÖLLIG ZERSTÖRT VERHAFTET 29.9.1944 INTERNIERT BERLIN ÜBERLEBT | Gelinde 5 ·                                 | 2. Dez. 2022  |
| Stolperstein für Amalie Cahn, geb.Mayer   | HIER WOHNTE AMALIE CAHN GEB. MAYER JG. 1889 DEPORTIERT 1942 ZAMOSC ERMORDET                                                                  | Große Weilstraße 35 ·                       | 2. Dez. 2022  |
| Stolperstein Karl Cahn                    | HIER WOHNTE KARL CAHN JG. 1875 'SCHUTZHAFT' 1938 Sachsenhausen DEPORTIERT 1942 ZAMOSC ERMORDET                                               | Große Weilstraße 35 ·                       | 2. Dez. 2022  |
| Stolperstein für Selma Abraham geb. Cahn  | HIER WOHNTE SELMA ABRAHAM GEB. CAHN JG. 1886 DEPORTIERT 1941 GHETTO RIGA TOT 1942                                                            | Haldenplatz 1 ·                             | 13. Dez. 2005 |
| Stolperstein für Max Blume                | HIER WOHNTE MAX BLUME JG. 1879 VERHAFTET 1938 TOT 11.6.1939 BLANKENSTEIN                                                                     | Hauptstraße 9 ·                             | 13. Dez. 2005 |
| Stolperstein für Meta Blumegeb. Gutmann   | HIER WOHNTE META BLUME GEB. GUTMANN JG. 1886 DEPORTIERT 1942 ZAMOSC ???                                                                      | Hauptstraße 9 ·                             | 13. Dez. 2005 |
| Stolperstein für Hubert Lubberich         | HIER WOHNTE HUBERT LUBBERICH JG. 1900 IM WIDERSTAND/KPD BEI STRASSENKÄMPFEN VON SS ERSCHOSSEN 30.6.1932                                      | Emschestraße / Johannisstraße ·             | 2. Dez. 2022  |
| Stolperstein für Berta Rosengarten        | HIER WOHNTE BERTA ROSENGARTEN JG. 1875 DEPORTIERT 1942 THERESIENSTADT ERMORDET IN AUSCHWITZ                                                  | Nordstraße 10 ·                             | 13. Dez. 2005 |
| Stolperstein für Nikolaus Gross           | HIER WOHNTE NIKOLAUS GROSS JG. 1898 IM WIDERSTAND VERHAFTET VOLKSGERICHTSHOF TODESURTEIL 15.1.1945 HINGERICHTET 23.1.1945 BERLIN-PLÖTZENSEE  | Siepenweg 10 in Niederwenigern ·            | 2. Dez. 2022  |
| Stolperstein für Rudolf Sterner           | HIER WOHNTE RUDOLF STERNER JG. 1921 MEHRMALS VERHAFTET ZULETZT 1945 ERMORDET 26.1.1945 HENRICHSHÜTTE AUFFANGLAGER DER GESTAPO                | Steinhagen 8, in der Straßenmitte ·         | 6. Juni 2014  |
| Stolperstein für Emmy Rothgeb. Urias      | HIER WOHNTE EMMY ROTH GEB. URIAS JG. 1885 FLUCHT IN DEN TOD 11.7.1942                                                                        | Steinhagen 20 ·                             | 13. Dez. 2005 |
| Stolperstein für Kaplan Hubertus Mol      | HIER WOHNTE KAPLAN HUBERTUS MOL JG. 1914 ERMORDET 13.4.1943 HATTINGEN                                                                        | Welperstraße 49 ·                           | 13. Dez. 2005 |